# Championnat sud-américain de football de 1917
Navigation
Argentine 1916 Brésil 1919

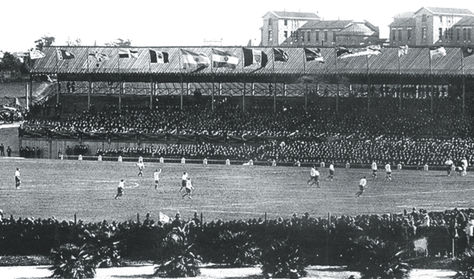
Parque Pereira, théâtre du tournoi.

Le Championnat sud-américain de football de 1917 est la deuxième édition du championnat sud-américain de football des nations, connu comme la Copa América depuis 1975, qui a eu lieu à Montevideo en Uruguay du 30 septembre au 14 octobre 1917. 
À cette époque, la toute jeune confédération sud-américaine de football, la CONMEBOL, ne compte que quatre membres : l'Argentine, le Brésil, le Chili et l'Uruguay. Les quatre équipes répondent présents et participent à ce qui est le plus ancien tournoi entre équipes nationales. Le classement final est exactement le même que lors de l'édition précédente en 1916 : Uruguay, Argentine, Brésil et Chili. L'équipe d'Uruguay, après un parcours parfait à domicile (3 matchs, 3 victoires, 0 but encaissé), conserve son titre de championne d'Amérique du Sud.

## Résultats

### Classement final
Les quatre équipes participantes sont réunies au sein d'une poule unique où chaque formation rencontre une fois ses adversaires. À l'issue des rencontres, l'équipe classée première remporte la compétition.
|   | Équipe    | Pts | J | G | N | P | BP | BC | Diff |
| - | --------- | --- | - | - | - | - | -- | -- | ---- |
| 1 | Uruguay   | 6   | 3 | 3 | 0 | 0 | 9  | 0  | +9   |
| 2 | Argentine | 4   | 3 | 2 | 0 | 1 | 5  | 3  | +2   |
| 3 | Brésil    | 2   | 3 | 1 | 0 | 2 | 7  | 8  | -1   |
| 4 | Chili     | 0   | 3 | 0 | 0 | 3 | 0  | 10 | -10  |

| 30 septembre | Uruguay   | 4 | 0 | Chili     |
| 3 octobre    | Argentine | 4 | 2 | Brésil    |
| 6 octobre    | Argentine | 1 | 0 | Chili     |
| 7 octobre    | Uruguay   | 4 | 0 | Brésil    |
| 12 octobre   | Brésil    | 5 | 0 | Chili     |
| 14 octobre   | Uruguay   | 1 | 0 | Argentine |

### Matchs
| 30 septembre 1917                                                                                          | Uruguay                                      | 4 – 0                                                                                                | Chili | Parque Pereira (Montevideo)                      |                                                  |
| | C. Scarone 20e, 62e (pen.) · Romano 44e, 75e | (2 - 0)                                                                                              |       | Spectateurs : 22 000 Arbitrage : Germán Guassone | Spectateurs : 22 000 Arbitrage : Germán Guassone |
| Saporiti - Urdinarán, Varela - Pacheco, Rodríguez, Vanzzino - Pérez, H. Scarone, Romano, C. Scarone, Somma | Équipes                                      | Guerrero - Gatica, Cárdenas - L. García, Baeza, Cisternas - Geldes, Rojas, B. Muñoz, Encina, Paredes |       | Spectateurs : 22 000 Arbitrage : Germán Guassone | Spectateurs : 22 000 Arbitrage : Germán Guassone |

| 3 octobre 1917                                                                               | Argentine                                     | 4 – 2                                                                                          | Brésil                       | Parque Pereira (Montevideo)                   |                                               |
|                                                                                              | Calomino 15e · Ohaco 56e, 58e · A. Blanco 80e | (1 - 2)                                                                                        | Neco 8e · Lagreca 39e (pen.) | Spectateurs : 20 000 Arbitrage : Carlos Fanta | Spectateurs : 20 000 Arbitrage : Carlos Fanta |
| Isola - Reyes, Ferro - Matozzi, Olazar, Pepe - Calomino, Ohaco, A. Blanco, Martín, Perinetti | Équipes                                       | Casemiro - Chico Netto, Vidal - Adhemar, Lagreca, Galo - Caetano, Dias, Amílcar, Neco, Arnaldo |                              | Spectateurs : 20 000 Arbitrage : Carlos Fanta | Spectateurs : 20 000 Arbitrage : Carlos Fanta |

| 6 octobre 1917                                                                                  | Argentine           | 1 – 0 | Chili | Parque Pereira (Montevideo)                       |                                                   |
|                                                                                                 | L. García 76e (csc) | (0 - 0)                                                                                                  |       | Spectateurs : 15 000 Arbitrage : Alvaro Saralegui | Spectateurs : 15 000 Arbitrage : Alvaro Saralegui |
| Isola - Reyes, Ferro - Matozzi, Olazar, Martínez - Vivaldo, Ohaco, A. Blanco, Martín, Perinetti | Équipes             | Guerrero - Gatica, Cárdenas - L. García, Guevara, Alvarado - H. Muñoz, Rojas, B. Muñoz, Bolados, Paredes |       | Spectateurs : 15 000 Arbitrage : Alvaro Saralegui | Spectateurs : 15 000 Arbitrage : Alvaro Saralegui |

| 7 octobre 1917                                                                                           | Uruguay                                          | 4 – 0 | Brésil | Parque Pereira (Montevideo)                      |                                                  |
| | H. Scarone 8e · Romano 17e, 77e · C. Scarone 86e | (2 - 0)                                                                                                   |        | Spectateurs : 21 000 Arbitrage : Germán Guassone | Spectateurs : 21 000 Arbitrage : Germán Guassone |
| Saporiti - Foglino, Varela - Pacheco, Rodríguez, Vanzzino - Pérez, H. Scarone, Romano, C. Scarone, Somma | Équipes                                          | Casemiro - Chico Netto, Vidal - Picagli, Lagreca, Paula Ramos 24e - Caetano, Dias, Amílcar, Neco, Arnaldo |        | Spectateurs : 21 000 Arbitrage : Germán Guassone | Spectateurs : 21 000 Arbitrage : Germán Guassone |

| 12 octobre 1917                                                                                | Brésil                                                  | 5 – 0 | Chili | Parque Pereira (Montevideo)                        |                                                    |
|                                                                                                | Caetano 21e · Neco 23e · Haroldo 26e, 59e · Amílcar 41e | (4 - 0)                                                                                                  |       | Spectateurs : 10 000 Arbitrage : Ricardo Vallarino | Spectateurs : 10 000 Arbitrage : Ricardo Vallarino |
| Casemiro - Chico Netto, Vidal - Haroldo, Lagreca, Galo - Caetano, Dias, Amílcar, Neco, Arnaldo | Équipes                                                 | Guerrero - Gatica, Cárdenas - L. García, Guevara, Alvarado - H. Muñoz, Rojas, B. Muñoz, Bolados, Paredes |       | Spectateurs : 10 000 Arbitrage : Ricardo Vallarino | Spectateurs : 10 000 Arbitrage : Ricardo Vallarino |
|                                                                                                |                                                         | |       |                                                    |                                                    |

| 14 octobre 1917                                                                                              | Uruguay        | 1 – 0                                                                                        | Argentine | Parque Pereira (Montevideo)                       |                                                   |
| | H. Scarone 62e | (0 - 0)                                                                                      |           | Spectateurs : 40 000 Arbitrage : Juan Livingstone | Spectateurs : 40 000 Arbitrage : Juan Livingstone |
| Saporiti 70e - Foglino, Varela - Pacheco, Rodríguez, Vanzzino - Pérez, H. Scarone, Romano, C. Scarone, Somma | Équipes        | Isola - Reyes, Ferro - Matozzi, Olazar, Martínez - Calomino, Ohaco, Hayes, Martín, Perinetti |           | Spectateurs : 40 000 Arbitrage : Juan Livingstone | Spectateurs : 40 000 Arbitrage : Juan Livingstone |

| Championnat sud-américain de football de 1917 - Vainqueur Uruguay 2e titre |

## Classement des buteurs
4 buts
- Angel Romano

3 buts
- Carlos Scarone

2 buts
- Alberto Ohaco
- Neco
- Haroldo Domingues
- Héctor Scarone

1 but
- Antonio Blanco
- Pedro Calomino
- Amílcar Barbuy
- Caetano Izzo
- Silvio Lagreca
- José Tognola